# Beyond the Black
A Beyond the Black 2014-ben alapított német szimfonikus metal együttes Mannheimból. Debütáló nagylemezük, a Songs of Love and Death megjelenését követően rövid idő alatt nagy sikert ért el, és felkerült a német és osztrák lemezlistákra is.

## Tagok

### Jelenlegi tagok
- Jennifer Haben – énekesnő, zongora, akusztikus gitár (2014–)
- Chris Hermsdörfer – szólógitár, háttérvokál (2016–)
- Tobi Lodes – ritmusgitár, háttérvokál (2016–)
- Kai Tschierschky – dobok (2016–)

### Korábbi tagok
- Nils Lesser – szólógitár (2014–2016)
- Christopher Hummels – ritmusgitár, háttérvokál (2014–2016)
- Tobias Derer – dobok (2014–2016)
- Erwin Schmidt – basszusgitár (2014–2016)
- Michael Hauser – billentyűs hangszerek (2014–2016)
- Jonas Roßner – billentyűs hangszerek, háttérvokál (2016–2018)
- Stefan Herkenhoff – basszusgitár, háttérvokál (2016–2021)

## Diszkográfia

### Stúdióalbumok
- Songs of Love and Death (2015)
- Lost in Forever (2016)
- Heart of the Hurricane (2018)
- Hørizøns (2020)
- Beyond the Black (2023)